# Bertrand Faure-d'Ère
Bertrand Faure-d'Ère est un homme politique français né le 4 novembre 1787 à Bouillac (Tarn-et-Garonne) et décédé le 20 octobre 1852 au château d'Ère (Tarn-et-Garonne).

## Biographie
Avocat en 1810, il est conseiller auditeur à la cour d'appel de Toulouse de 1811 à 1816. Il s'occupe ensuite d'agriculture puis devient juge au tribunal civil de Montauban en 1828. Il est député de Tarn-et-Garonne de 1831 à 1837 et de 1839 à 1842, siégeant au centre-gauche, dans l'opposition dynastique. Il redevient député de 1848 à 1849, siégeant à droite.

## Sources
- « Bertrand Faure-d'Ère », dans Adolphe Robert et Gaston Cougny, Dictionnaire des parlementaires français, Edgar Bourloton, 1889-1891 [détail de l’édition]